# Enville (Tennessee)
Enville is een plaats (town) in de Amerikaanse staat Tennessee, en valt bestuurlijk gezien onder Chester County en McNairy County.

## Demografie
Bij de volkstelling in 2000 werd het aantal inwoners vastgesteld op 230.
In 2006 is het aantal inwoners door het United States Census Bureau geschat op 231, een stijging van 1 (0,4%).

## Geografie
Volgens het United States Census Bureau beslaat de plaats een oppervlakte van
3,8 km², geheel bestaande uit land. Enville ligt op ongeveer 157 m boven zeeniveau.

## Plaatsen in de nabije omgeving
De onderstaande figuur toont nabijgelegen plaatsen in een straal van 20 km rond Enville.